# Golfo di Khambhat
Il golfo di Khambhat (in precedenza noto come golfo di Cambay) è un'insenatura del mar Arabico lungo la costa occidentale dell'India, nello stato del Gujarat.
È lungo circa 130 km, e divide la parte orientale dello stato dal Kathiawar, regione peninsulare del Gujarat. I fiumi Narmada e Tapti sfociano nel golfo, caratterizzato da bassi fondali con molte secche e banchi di sabbia come il Mal Bank alla foce dei fiumi o i Malacca Banks alla confluenza del golfo col mare Arabico. L'area è nota per le sue maree estreme, con grandi variazioni in altezza e velocità.
Il golfo di Khambhat è stato un importante centro di commerci sin dall'antichità, con i porti di Bharuch (Broach), Surat, Khambhat, Bhavnagar e Daman che univano l'India centrale alle rotte commerciali dell'oceano Indiano, con Surat che fu il porto più importante del Gran Mogol.